# Done With Loveless Days
Done With Loveless Days är ett musikalbum utgivet 2006 av den svenska musikgruppen Dub Sweden.
Skivan är gruppens andra. Deras första skiva, Welcome to Our World släpptes 2003.

## Låtförteckning
1. I'm Not So Grumpy Anymore (3:16)
2. We're So Loud (3:55)
3. City Of Evil People (3:49)
4. On Your Telly (4:11)
5. Secretly In Love (3:03)
6. The Streets Are Rerouted (4:27)
7. Too Fast Too Big (3:42)
8. Put The Record On (3:45)
9. On The Beach (3:23)
10. Silk And Clay (3:45)
11. Huge Birdless Sky (4:23)